# Un avamposto del progresso
Un avamposto del progresso (An Outpost of Progress) è un racconto dello scrittore di lingua inglese Joseph Conrad pubblicato per la prima volta nel 1897.

## Trama
Due europei, Kayerts e Carlier, sono stati assegnati a una remota stazione commerciale nella giungla africana, verosimilmente nell'ex Congo belga, per conto di una Grande Compagnia Commerciale dedita al commercio di avorio. Sono stati accompagnati a quella località con un battello fluviale che dovrebbe tornare a riprenderli fra sei mesi. Ai due non sono stati affidati compiti specifici importanti. E in realtà i due sono giudicati dai dirigenti della Compagnia due uomini inetti inviati in una stazione commerciale senza importanza. Nella stazione la maggior parte del lavoro, compresi il lavoro organizzativo e quello amministrativo, viene svolto da un africano della Sierra Leone soprannominato Makola; i due passano pertanto il tempo a non far nulla, tranne commentare le caratteristiche fisiche degli indigeni. Una svolta si verifica quando Makola vende come schiavi a dei mercanti africani, in cambio di avorio, dei dipendenti neri addetti alla sorveglianza della stazione. Kayerts e Carlier restano sconvolti e scandalizzati quando capiscono cosa è accaduto; ma alla fine accettano i benefici derivanti dall'affare e aiutano Makola a mettere al sicuro l'avorio acquistato da quest'ultimo.
Col passar del tempo i due bianchi diventano sempre più deboli nel fisico e depressi nel morale. Infine, per un motivo estremamente futile - dello zucchero per una tazza di caffè - improvvisamente fra i due scoppia un litigio grottesco e insensato che si conclude tragicamente quando, con un revolver, Kayerts uccide il disarmato Carlier. Il racconto termina con l'arrivo, con due mesi di ritardo sul previsto, del vaporetto col Direttore Delegato della Grande Compagnia Civilizzatrice: Kayerts, suicida per disperazione, viene trovato impiccato con una cinghia appesa alla croce che sormontava la tomba del precedente direttore della stazione.

## Storia
Un avamposto del progresso fu scritto da Conrad nel 1896 e fu pubblicato sulla rivista Cosmopolis: A Literary Review nel 1897. Più tardi Conrad precisò che Un avamposto del progresso fu iniziato dopo aver terminato La follia di Almayer e Un reietto delle isole, due romanzi ambientati in Malesia e scritti contemporaneamente. Il racconto fu pubblicato infine in volume nel 1898 nella raccolta Tales of Unrest ("Racconti inquieti" o "Racconti dell'inquietudine" nelle edizioni in lingua italiana). La prima edizione in lingua italiana dei Racconti inquieti, nella traduzione di Charis Cortese De Bosis, è del 1930. 
Un avamposto del progresso è ambientato in Africa, verosimilmente nel Congo belga, dove lo scrittore lavorò per sei mesi nel 1890 come secondo del Roi des Belges, un vaporetto fluviale sul quale viaggiò sul fiume Congo da Stanley Pool (oggi Malebo) a Stanley Falls (oggi Cascate Boyoma) e ritorno. In quel periodo Conrad tenne un diario conosciuto convenzionalmente come "Diario del Congo". Conrad dirà: «Un avamposto del progresso è la parte più leggera del bottino che portai via dall'Africa Centrale; naturalmente la più consistente è Cuore di tenebra. [...] Quanto alla storia, è sostanzialmente vera. La sofferta invenzione di una bugia narrata in modo veritiero richiede un talento che non possiedo».

## Critica
Il titolo Un avamposto del progresso si riferisce con ironia alla  tesi, espressa nel racconto dai funzionari della Grande Compagnia Commerciale, che «la civilizzazione segue il commercio». L'«avamposto del commercio e del progresso» è descritto da Conrad come «un insignificante spiazzo disboscato circondato da foreste immense». E infatti i due sprovveduti europei sentono dopo qualche tempo che, al contrario, è la «selvatica ferocia» che li circonda ad avere la meglio sulle convinzioni e sui valori professati, in Europa, nelle società di provenienza. La loro ottusa inerzia farà sì che, anziché portatori di civiltà e progresso, i due diventino complici non solo dello sfruttamento degli indigeni, ma addirittura della tratta di schiavi in cambio di avorio.

## Edizioni
- Joseph Conrad, Tales of Unrest, London: Unwin; New York, Scribner's, 1898.
- Racconti inquieti; traduzione di Charis Cortese De Bosis, Milano, Alpes, 1930.
- Racconti inquieti; traduzione di Renato Prinzhofer; introduzione di Mario Curreli con una nota dell'Autore, Milano. Mursia, Coll. GUM. N.S n. 153, 1990, ISBN 88-425-0539-0
- Romanzi e racconti d'avventura, di terra e di mare (Contiene: Cuore di tenebra, La laguna, Gli idioti, Un avamposto del progresso, Karain: un ricordo, Il ritorno, Domani, Amy Foster, Il compagno segreto, introduzione di Bruno Traversetti, traduzioni di Flaminio Di Biagi, Roma: Grandi Tascabili Economici Newton, 1992 (Un avamposto del progresso è contenuto nelle pp. 40-62)
- Racconti dell'inquietudine, traduzione e cura di Maura Maioli, Rimini Guaraldi, 1996, ISBN 88-8049-087-7
- Due racconti africani: Un avamposto del progresso, Cuore di tenebra a cura di Mario Curreli, Milano Bompiani, 1996.
- Un avamposto del progresso; Cuore di tenebra; Diario del Congo; Diario del viaggio a monte, traduzione di Maria Antonietta Saracino, Milano, Frassinelli, 1996.
- Un avamposto del progresso; cura e traduzione di Marzia Mascelli, Roma, le nubi, 2005.